# Élections législatives de 1993 en Guyane
Les élections législatives françaises de 1993 se déroulent les 21 et 28 mars. Dans le département de la Guyane, deux députés sont à élire dans le cadre de deux circonscriptions.

## Élus
| Circonscription | Député sortant | Parti | Parti         | Député élu ou réélu         | Parti | Parti   |
| --------------- | -------------- | ----- | ------------- | --------------------------- | ----- | ------- |
| 1re             | Élie Castor    |       | PSG           | Christiane Taubira-Delannon |       | Walwari |
| 2e              | Léon Bertrand  |       | Divers droite | Léon Bertrand               |       | RPR     |

## Résultats

### Résultats à l'échelle du département
| Parti          | Parti                                                 | Premier tour | Premier tour | Second tour | Second tour | Sièges |
| Parti          | Parti                                                 | Voix         | %            | Voix        | %           | Sièges |
| -------------- | ----------------------------------------------------- | ------------ | ------------ | ----------- | ----------- | ------ |
|                | Parti socialiste guyanais                             | 3 784        | 17,88        | 4 255       | 44,53       | 0      |
|                | Divers gauche (Maj. prés.)                            | 3 938        | 18,61        |             |             | 0      |
|                | Walwari                                               | 3 893        | 18,40        | 5 300       | 55,47       | 1      |
|                | Alliance des Français pour le progrès                 | 11 615       | 54,89        | 9 555       | 100,00      | 1      |
|                |                                                       |              |              |             |             |        |
|                | Rassemblement pour la République                      | 6 293        | 29,74        |             |             | 1      |
|                | Union pour la démocratie française                    | 1 223        | 5,78         | 0           |             |        |
|                | Divers droite                                         | 701          | 3,31         | 0           |             |        |
|                | Union pour la France                                  | 8 217        | 38,83        |             |             | 1      |
|                |                                                       |              |              |             |             |        |
|                | Mouvement de décolonisation et d'émancipation sociale | 812          | 3,84         |             |             | 0      |
|                | Front national                                        | 454          | 2,15         | 0           |             |        |
|                | Extrême gauche                                        | 64           | 0,30         | 0           |             |        |
|                |                                                       |              |              |             |             |        |
| Inscrits       | Inscrits                                              | 36 222       | 100,00       | 15 005      | 100,00      | 2      |
| Abstentions    | Abstentions                                           | 13 913       | 38,41        | 4 889       | 32,58       |        |
| Votants        | Votants                                               | 22 309       | 61,59        | 10 116      | 67,42       |        |
| Blancs et nuls | Blancs et nuls                                        | 1 147        | 5,14         | 561         | 5,55        |        |
| Exprimés       | Exprimés                                              | 21 162       | 94,86        | 9 555       | 94,45       |        |

### Résultats par circonscription

#### Première circonscription (Cayenne)
| Candidat       | Candidat                         | Parti          | Premier tour | Premier tour | Second tour | Second tour |  |
| Candidat       | Candidat                         | Parti          | Voix         | %            | Voix        | %           |  |
| -------------- | -------------------------------- | -------------- | ------------ | ------------ | ----------- | ----------- |  |
|                | Christiane Taubira-Delannon élue | Walwari        | 3 893        | 42,81        | 5 300       | 55,47       |  |
|                | Rodolphe Alexandre               | PSG            | 3 375        | 37,12        | 4 255       | 44,53       |  |
|                | Serge Patient                    | UDF (PR)       | 1 223        | 13,45        |             |             |  |
|                | Roger Loupec                     | Divers droite  | 331          | 3,64         |             |             |  |
|                | Franck Marest                    | FN             | 104          | 1,14         |             |             |  |
|                | Roger Gaumont                    | Divers droite  | 103          | 1,13         |             |             |  |
|                | Arsène Bouyer                    | Extrême gauche | 64           | 0,7          |             |             |  |
|                |                                  |                |              |              |             |             |  |
| Inscrits       | Inscrits                         | Inscrits       | 15 015       | 100,00       | 15 005      | 100,00      |  |
| Abstentions    | Abstentions                      | Abstentions    | 5 461        | 36,37        | 4 889       | 32,58       |  |
| Votants        | Votants                          | Votants        | 9 554        | 63,63        | 10 116      | 67,42       |  |
| Blancs et nuls | Blancs et nuls                   | Blancs et nuls | 461          | 4,83         | 561         | 5,55        |  |
| Exprimés       | Exprimés                         | Exprimés       | 9 093        | 95,17        | 9 555       | 94,45       |  |

#### Deuxième circonscription (Saint-Laurent-du-Maroni)
|                | Léon Bertrand sortant réélu | RPR (UPF)                  | 6 293  | 52,14  |  |  |  |
|                | Georges Patient             | Divers gauche (Maj. prés.) | 3 938  | 32,63  |  |  |  |
|                | Maurice Pindard             | MDES                       | 812    | 6,73   |  |  |  |
|                | Jacques Perantoni           | PSG                        | 409    | 3,39   |  |  |  |
|                | Paule Pinque                | FN                         | 350    | 2,9    |  |  |  |
|                | Robert Euryale              | Divers droite              | 267    | 2,21   |  |  |  |
|                |                             |                            |        |        |  |  |  |
| Inscrits       | Inscrits                    | Inscrits                   | 21 207 | 100,00 |  |  |  |
| Abstentions    | Abstentions                 | Abstentions                | 8 452  | 39,85  |  |  |  |
| Votants        | Votants                     | Votants                    | 12 755 | 60,15  |  |  |  |
| Blancs et nuls | Blancs et nuls              | Blancs et nuls             | 686    | 5,38   |  |  |  |
| Exprimés       | Exprimés                    | Exprimés                   | 12 069 | 94,62  |  |  |  |